# Tajemnicza droga
Tajemnicza droga (tytuł oryg. The Mystery Road) – brytyjski niemy melodramat romantyczno-przygodowy z 1921 w reżyserii Paula Powella. Autorką scenariusza jest Margaret Turnbull, która napisała go na podstawie krótkiego opowiadania E. Phillipsa Oppenheima, przygotowanego specjalnie na potrzeby filmu. Adaptacji opowiadania dokonała Mary H. O’Connor. W rolach głównych wystąpili David Powell, Mary Glynne i Ruby Miller.
14 lipca 1921 zarejestrowano prawa autorskie dla Famous Players-Lasky pod numerem LP16761. Projektantem planszy tekstowej był Alfred Hitchcock, późniejszy reżyser. Żadne kopie Tajemniczej drogi nie zachowały się do czasów dzisiejszych.

## Fabuła
Gerald Dombey (David Powell) wyznaje swojej narzeczonej, damie Susan Farrington (Mary Glynne), że podczas pobytu w południowej Anglii miał romans z wieśniaczką Verą Lypashi (Ruby Miller). W trakcie podroży do francuskiej Nicei w towarzystwie swojego przyjaciela, Christophera Wenta (Pardoe Woodman), spotyka Myrtile Sargot (Nadja Ostrovska), dziewczynę, która zdecydowała się na opuszczenie rodzinnego domu – ze względu na panującą w nim przemoc. Dombey przekonuje Farrington, by dała jej schronienie, mimo że kobieta nie kryje swojej nieufności. Pewnego wieczora w kawiarni Dombey ponownie spotyka Lypashi, która jest w towarzystwie swojego „brata” Luigiego (Percy Standing). W następnych dniach mężczyzna regularnie ją widuje. Kiedy odkrywa, że Luigi jest kochankiem kobiety, a jego przyjaciel Went zakochał się w Farrington, decyduje się na popełnienie samobójstwa. Ostatecznie rezygnuje z zamiaru odebrania sobie życia, gdy uświadamia sobie, że jest zakochany w Myrtile Sargot.

## Obsada
Opracowano na podstawie materiału źródłowego:

- David Powell – Gerald Dombey
- Mary Glynne – dama Susan Farrington
- Ruby Miller – Vera Lypashi
- Nadja Ostrovska – Myrtile Sargot
- Pardoe Woodman – Christopher Went
- Percy Standing – Luigi
- Lewis Gilbert – Jean Sargot
- Irene Tripod – wdowa Dumesnel
- Lionel d’Aragon – Pierre Naval
- Arthur Cullin – hrabia Farrington
- Judd Green –  Vagabond (także jako R. Judd Green)
- Ralph Forster – ksiądz

## Produkcja

### Realizacja

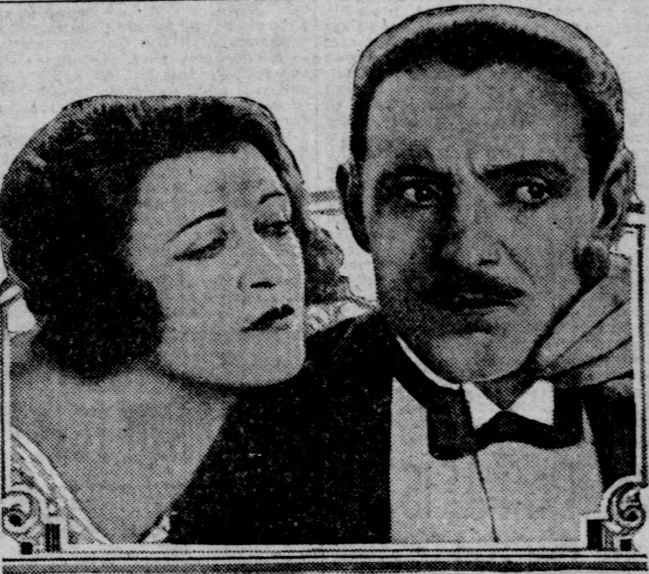
Ruby Miller i David Powell w filmie Tajemnicza droga

15 października 1920 tygodnik „Variety” podał informację, że Paul Powell wyreżyseruje pierwszy film dla kompanii Famous Players-Lasky, który ma być oparty na „specjalnie napisanej historii” autorstwa E. Phillipsa Oppenheima (w 1923 na rynku ukazała się powieść Oppenheima pt. The Mystery Road). Adaptacji opowiadania dokonała Mary H. O’Connor.
W listopadzie Powell powrócił z francuskiej Riwiery, gdzie szukał odpowiednich plenerów do realizacji. Okres zdjęciowy trwał od grudnia 1920 do lutego bądź kwietnia 1921, po czym film poddano procesowi montażu. Część obrazu Tajemnicza droga nagrywano, według źródeł pochodzących z „Motion Picture News”, we francuskiej Nicei, a także – jak podawało studio Paramount w swej notatce – w Monte Carlo. Większość scen realizowano w nowo powstałym studiu znajdującym się przy Pool Street na Islington w północnej części Londynu, należącym do Famous Players-Lasky. Według artykułu zamieszczonego na łamach „The Moving Picture World” z maja 1921 Tajemnicza droga była piątym filmem zrealizowanym we wspomnianym studiu.
Na potrzeby scen realizowanych w kawiarni, ekipa filmowa wynajęła profesjonalną baletnicę Phyllis Bedells, tancerkę M. Espinosę i członkinie trupy tanecznej Tiller Girls. Tajemniczą drogę zarejestrowano na standardowej taśmie 35 mm w formacie 1.37:1. Projektantem planszy tekstowej był Alfred Hitchcock, późniejszy reżyser.

## Odbiór

### Premiera kinowa i recenzje
10 lipca 1921 Paramount Pictures wypuściło film w Stanach Zjednoczonych w pięciu rolkach o długości 4,965 stóp. Premiera Tajemniczej drogi w Wielkiej Brytanii miała miejsce 3 listopada tego samego roku.
„The Guardian” wyrażał wątpliwość co do moralnego postępowania głównych bohaterów. Autor recenzji przyznawał: „Produkcja jest rozrzutna do pewnego stopnia i stanowi hołd złożony miejscowej kinematografii. Sceny w Grand Cafe Méditerranée i na Promenadzie Anglików są niezwykle luksusowe”. Z kolei jeden z krytyków czasopisma „Picturegoer” pisał: „Bardzo przeciętna produkcja wykonana w Anglii, z Davidem Powellem jako gwiazdą. Tematem obrazu jest stara miłość jednej z kobiet i batalia pomiędzy mężczyznami […] Atrakcyjność seksualna jest podstawą historii, która jest jedynie groteskową karykaturą oryginalnej powieści E. Phillipsa Oppenheima”.